# Rohovín Čtverrohý
Rohovín Čtverrohý je divadelní „jednoaktová“ hra, jejímž autorem je Václav Kliment Klicpera. Vyšla v roce 1821.

## Děj
Chudí pocestní malíři Čížek, Čečetka a Stehlík, nemají se svými kresbami úspěch, ranhojič Rohovín Čtverrohý jejich práci navíc veřejně zesměšňuje. Malíři se mu chtějí pomstít, proto se s ním vsadí o sto dukátů, že se svým jménem nedokáže projít drážďanskou branou. Malíři se k bráně dostanou první a postupně jí procházejí pod falešnými jmény (i s falešnými doklady): Josef Jednorohý, Pavel Dvourohý a Jerolím Třírohý. Po nich přijíždí Rohovín Čtverrohý, důstojník si myslí, že si z něj dělá legraci a nechá ho zavřít. Čečetka v důstojníkovi poznává starého přítele, vypraví mu o sázce a poprosí ho, aby Rohovína pustil na svobodu, důstojník ho propustí. 

### dílo online
- KLICPERA, Václav Kliment. Rohovín Čtverrohý : fraška o jednom jednání. Praha: Topič, 1899. Dostupné online.

## Opera
Podle Klicperovy veselohry napsal roku 1948 stejnojmennou operu skladatel Zbyněk Vostřák.